# Pałac w Ruskich Piaskach
Pałac w Ruskich Piaskach – neorenesansowy pałac z 1906 roku we wsi Ruskie Piaski. Wraz z otaczającym parkiem wpisany jest do rejestru zabytków województwa lubelskiego.

## Historia
W 1901 roku Adam Gasztołd Bukraba zakupił całość folwarku Ruskie Piaski od Aleksandra Józefowicza, a w 1906 na jego terenie zbudowano murowany pałac w stylu neorenesansowym. Po śmierci właściciela w 1937 roku majątek przeszedł w ręce jego syna, Stanisława Bukraba. W 1945 roku pałac przejęty został przez Skarb Państwa.

Obecnie na terenie zespołu funkcjonuje dom pomocy społecznej przeznaczony dla przewlekle psychicznie chorych kobiet.

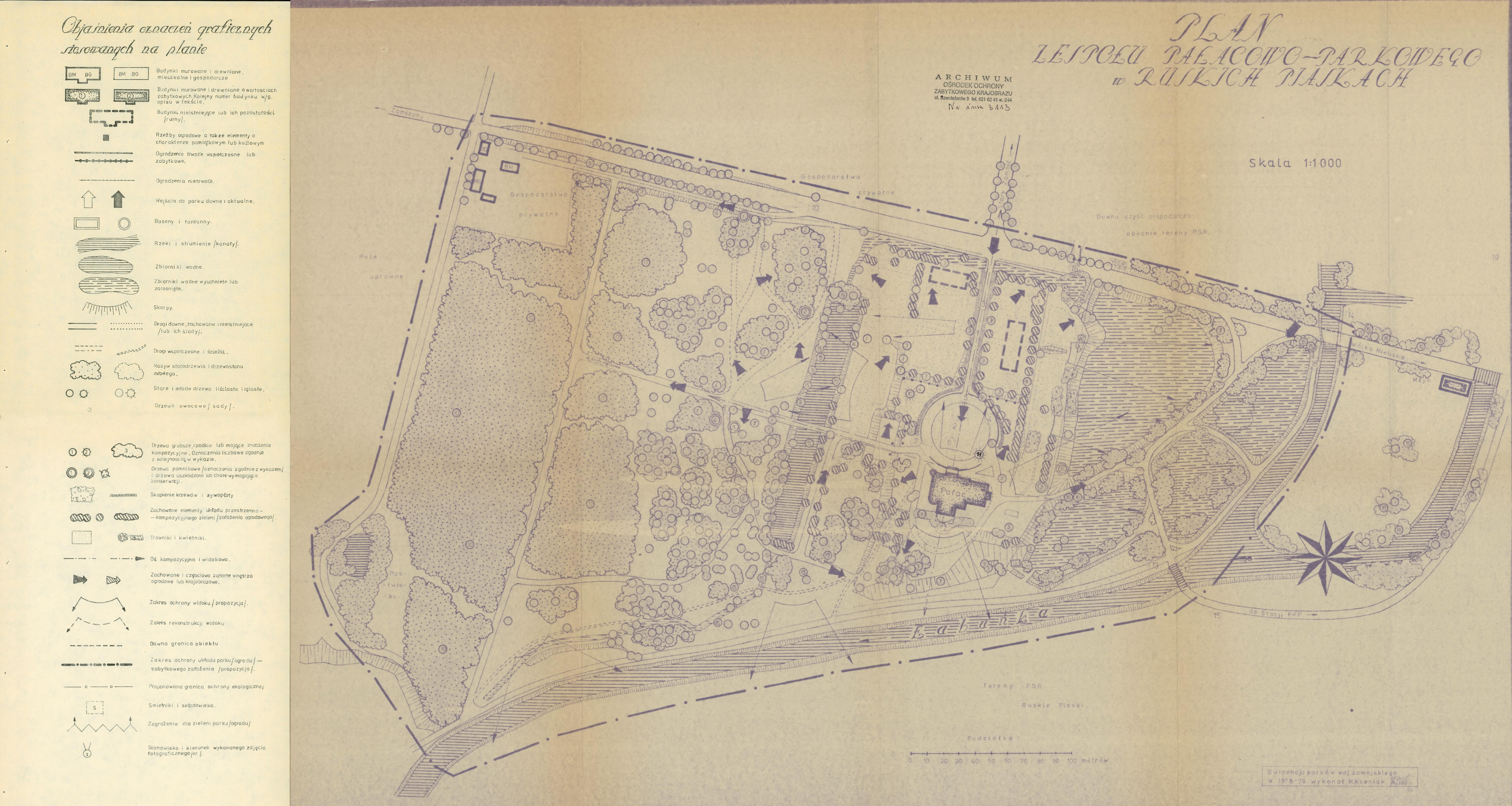
Plan zespołu parkowo-pałacowego